# فرودگاه آبی کین/المیرتس رسورت
فرودگاه آبی کین/المیرتس رسورت  (به انگلیسی: Keene/Elmhirst's Resort Water Aerodrome) یک فرودگاه همگانی است که یک باند فرود آب دارد. این فرودگاه در کشور کانادا قرار دارد و در ارتفاع ۱۸۷ متری از سطح دریا واقع شده است.